# 陈宝剑
陈宝剑（1979年5月—），江苏徐州人，中共黨員，北京大學副校長。

## 生平
1998年至2002年在北京大学哲学系就讀，2002年至2005年攻讀北京大学哲学系硕士研究生。2008年至2012年攻讀北京大学政府管理学院博士研究生。2017年7月至2020年2月擔任北京大学党委常委、副校长。2020年2月擔任任北京大学党委副书记、副校长。2021年10月11日，陈宝剑兼任北京大学医学部党委委员、书记。